# Auguste Nefftzer

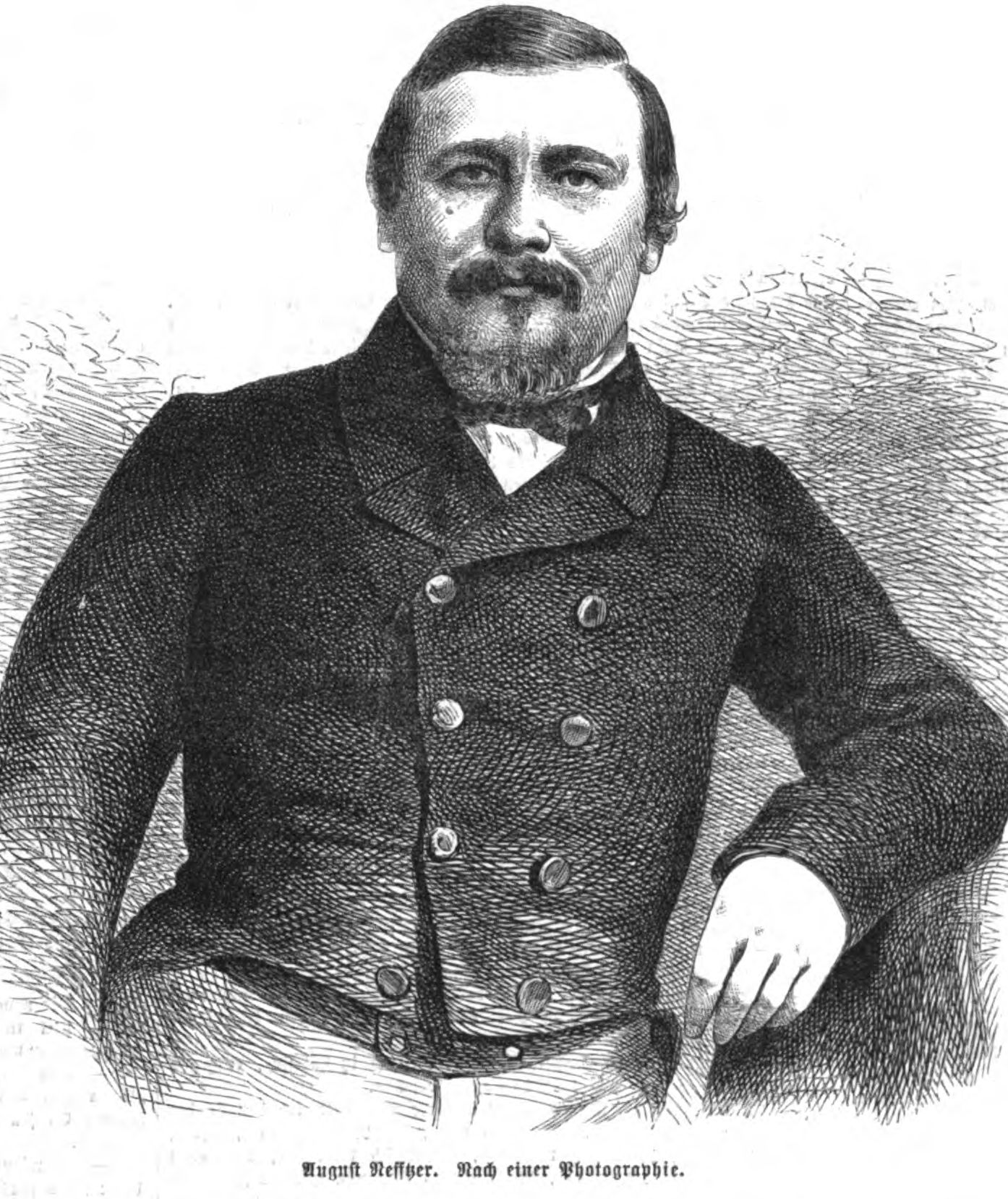
Auguste Nefftzer, 1863

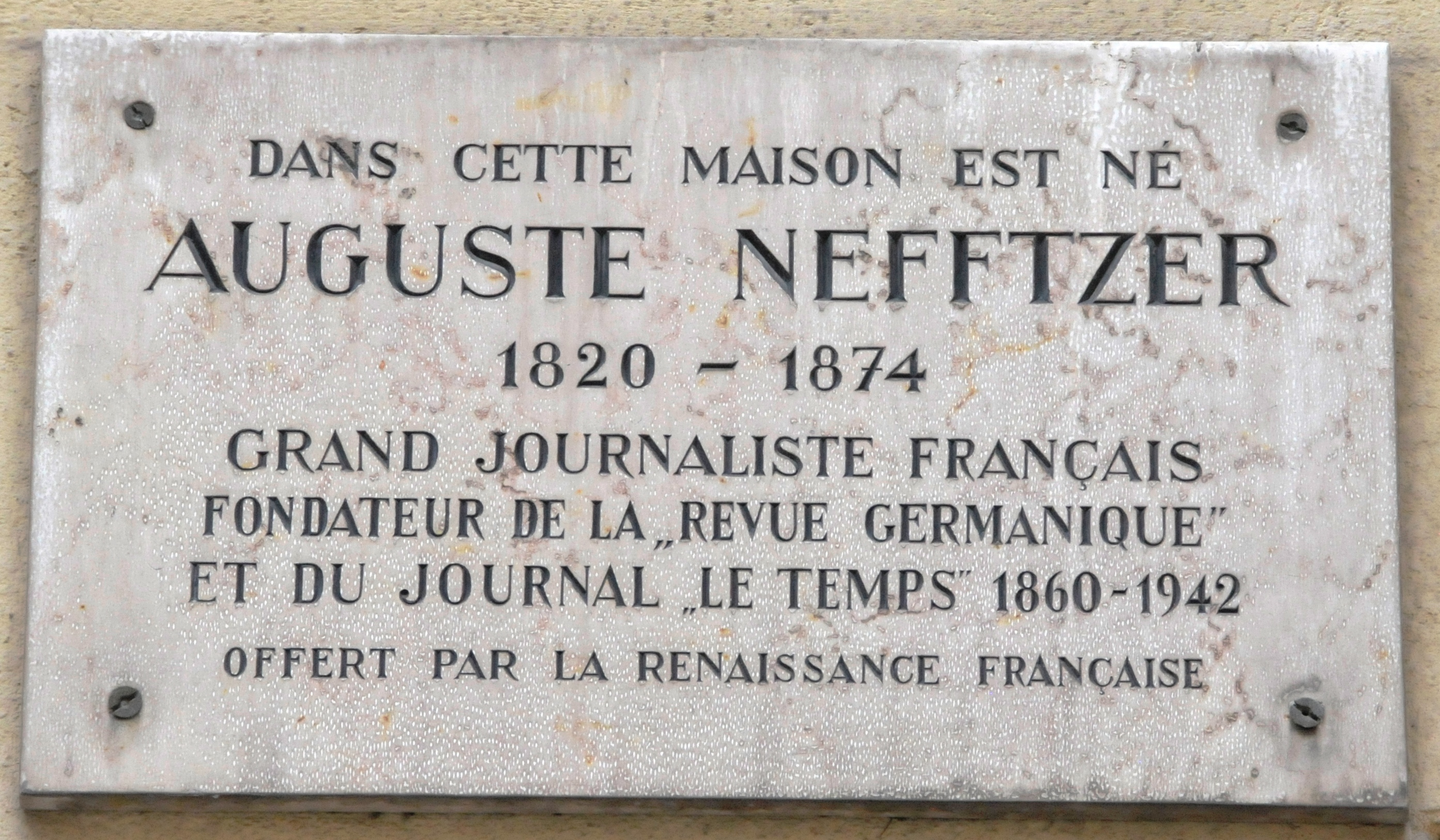
Infotafel am Geburtshaus in Colmar, Rue des Marchands 44

Auguste Nefftzer (* 3. Februar 1820 in Colmar; † 20. August 1876 in Basel) war ein französischer Journalist.
Nefftzer studierte in Straßburg Theologie, ging dann nach Paris, wo er 1844 in die Redaktion von Émile de Girardins Presse eintrat. Sein Aufgabengebiet in der Redaktion war vorzugsweise die Außenpolitik sowie religiöse Fragen vom Standpunkt des Neuhegelianismus aus.
1857 gründete er mit Charles Dollfus die Revue germanique, war dann von 1858 bis 1961 erneut für die Presse tätig. 1961 gründete er die französische Tageszeitung Temps, die sich aufgrund ihrer politischen Unabhängigkeit innerhalb der liberalen Medien sehr schnell eine besondere Position einnahm. Die Ereignisse von 1870/71 brachten Nefftzer, der stets für die Annäherung an Deutschland gewirkt hatte, in eine persönliche Krise. Resigniert über die Weltpolitik zog er sich nach Basel zurück, wo er am 20. August 1876 starb.